# Bohatý táta, chudý táta
Bohatý táta, chudý táta (anglicky Rich Dad Poor Dad) je kniha, jejímiž autory jsou Robert Kiyosaki a Sharon Lechterová. Cílem knihy je ukázat rozdíl mezi smýšlením bohatých lidí a chudých lidí a upozornit na důležitost finanční gramotnosti v dnešním světě, pokud chce člověk dojít k finanční svobodě. Kniha se stala celosvětovým bestsellerem.[zdroj?]

## Obsah
Kniha má několik kapitol, v kterých autoři řeší různé aspekty bohatství. Do toho jsou vkládány zážitky z dětství, ve kterých vystupuje bohatý táta (otec Robertova přítele Mikea, který vybudoval obchodní impérium ve státě Havaj přesto, že nedokončil ani střední školu) a chudý táta (skutečný Robertův otec, který byl učitelem a velmi vzdělaným mužem, přesto chudý). Bohatý táta dělá oběma chlapcům mentora a radí jim, jak se stát bohatým.
V knize se rozebírají témata jako:
- Jak přemýšlí a co dělají odlišně: chudí lidé, střední vrstva a bohatí.
- Důležitost rozeznávání: aktiva vs. pasiva.
- Důležitost finanční inteligence a gramotnosti.
- Otázka daní a moci korporací.

Kniha nabádá k vytvoření pasivního přijmu investováním do aktiv, jako jsou nemovitosti, cenné papíry, duševní vlastnictví, ale hlavně k rozvíjení finanční gramotnosti.
Hlavní motto knihy zní: „Bohatí nepracují pro peníze, nechávají peníze, aby pracovaly pro ně.“

## Podpora a chvála
Americký milionář a obchodní magnát Donald Trump publikaci Bohatý táta, chudý táta přečetl, chválil a přirovnával ji ke své literární prvotině z roku 1987 Umění udělat dohodu, která sloužila jako inspirace Kiyosakimu. Trump v roce 2006 spolupracoval s Kiyosakim na knize Proč chceme, abyste byli bohatí.
Další podporující celebritou je Will Smith, který řekl, že učí svého syna o finanční odpovědnosti čtením této knihy.
Americký módní podnikatel a investor Daymond John prohlásil, že tato kniha je jedna z jeho oblíbených.

## Kritika
John T. Reed řekl, že „Bohatý táta, chudý táta obsahuje mnoho nesprávných rad, mnoho špatných rad, některé nebezpečné rady a naprosto žádné dobré rady“. Také řekl: „Bohatý táta, chudý táta je jedna z nejhloupějších knih na téma, jak zbohatnout, kterou jsem kdy četl."